# Universidade Metropolitana de Oslo
A Universidade Metropolitana de Oslo   (em norueguês:  Oslomet – storbyuniversitetet ) é uma instituição pública de ensino superior, com o seu ”campus” principal na cidade de Oslo, na Noruega.
Dispõe de instalações em Oslo, Skedsmo e Bærum. 
Tem cerca de 21 905 estudantes.
Foi fundada em 2018.